# Pietro Palazzini
Pietro Kardinal Palazzini (* 19. Mai 1912 in Piobbico, Provinz Pesaro und Urbino, Italien; † 11. Oktober 2000 in Rom) war ein Kurienkardinal der römisch-katholischen Kirche. Er war von 1980 bis 1988 Präfekt der Kongregation für die Selig- und Heiligsprechungsprozesse.

## Leben
Pietro Palazzini, Sohn eines Fuhrmannes, erhielt ab 1923 seine philosophische und theologische Ausbildung in Fano und Rom. Er empfing am 6. Dezember 1934 das Sakrament der Priesterweihe und arbeitete anschließend sieben Jahre lang als Subregens des Priesterseminars von Cagli. Die gleiche Aufgabe versah er in den Jahren 1942 bis 1945 am Päpstlichen Römischen Priesterseminar in Rom und von 1945 bis 1949 am Päpstlichen Athenaeum Sant’Apollinare. Von 1945 bis 1954 arbeitete er als Dozent an verschiedenen Hochschulen Roms. 1956 ernannte ihn Papst Pius XII. zum Untersekretär der Kongregation für die Menschen gottgeweihten Lebens, Ende 1958 berief ihn Papst Johannes XXIII. zum Sekretär der Ritenkongregation.
Papst Johannes XXIII. ernannte Pietro Palazzini am 28. August 1962 zum Titularerzbischof von Caesarea in Cappadocia und spendete ihm am 21. September desselben Jahres die Bischofsweihe; Mitkonsekratoren waren die Kurienerzbischöfe Francesco Carpino und Pietro Parente. Pietro Palazzini nahm in den Jahren 1962 bis 1965 am Zweiten Vatikanischen Konzil teil. Papst Paul VI. ernannte ihn 1969 zum Sekretär der Kardinalskommission für die Päpstlichen Schreine von Pompeji und Loreto und nahm ihn am 5. März 1973 als Kardinaldiakon mit der Titeldiakonie San Pier Damiani ai Monti di San Paolo in das Kardinalskollegium auf. 1974 wechselte er seine Titeldiakonie und übernahm San Girolamo della Carità, er wurde 1983 Kardinalpriester dieser pro hac vice zur Titelkirche erhobenen Kirche. Papst Johannes Paul II. ernannte Pietro Kardinal Palazzini am 27. Juni 1980 zum Kardinalpräfekten der Kongregation für die Heiligsprechungen.
1983 wurde er von Yad Vashem für seine Bemühungen um die Rettung jüdischer Menschen während des Zweiten Weltkrieges als Gerechter unter den Völkern geehrt. Am 1. Juli 1988 trat er aus Krankheitsgründen von sämtlichen Leitungsaufgaben zurück.
Pietro Palazzini starb am 11. Oktober 2000 in Rom und wurde auf dem dortigen Friedhof Campo Verano beigesetzt.